# Money (tidning)
Money är en amerikansk tidskrift om privatekonomi utgiven i av Time Inc. sedan oktober 1972. Tidningens artiklar behandlar ämnen som investeringar, sparande, pensioner och skatter. Den är känd för sin årliga lista över USA:s bästa platser att bo på. Med 1,9 miljoner prenumeranter och cirka 7 miljoner läsare varje månad är Money en av världens största publikationer inom sitt område.